# ژپیسکا (استان لهستان کوچک‌تر)
ژپیسکا (به لهستانی:  Rzepiska) یک روستا در لهستان است که در گمینا بوکووینا تاتژانگسکا واقع شده‌است.